# Distrito histórico de East Commerce Street
El distrito histórico de East Commerce Street es un distrito histórico ubicado en Greenville, Alabama, Estados Unidos.

## Descripción
El distrito contiene los edificios comerciales más antiguos de Greenville, así como el Palacio de Justicia del Condado de Butler. El primer palacio de justicia del lugar se construyó en 1822; el actual (cuarto) palacio de justicia se completó en 1903. Los edificios comerciales datan de la década de 1880 hasta 1928 y son principalmente estructuras de ladrillo vernáculas. Un incendio en 1927 destruyó muchos edificios a lo largo de Commerce Street. Una Armería de la Guardia Nacional fue construida al sur del palacio de justicia, en Conecuh Street, por la Works Progress Administration en 1936.
El distrito fue incluido en el Registro Nacional de Lugares Históricos en 1986.